# Анимация
Анимацията е бързо последователно показване на образи на неподвижни елементи с цел създаване на илюзия за движение. Това е оптична илюзия, дължаща се на известното забавяне (зрителна персистенция) в обработката на образа, получен от зрителния апарат, от човешкия мозък. Най-често анимацията се прави с помощта на техниките на заснемане на видео и филми.
При продукцията на филми се използват техники, чрез които всеки кадър на филма е изработен самостоятелно. Тези кадри могат да бъдат създадени чрез фотографиране на нарисуван образ или с правенето на малки промени на макет (както е в пластилиновата анимация). След това всичко се заснема със специална камера. Когато кадрите се свържат заедно и резултатът се гледа, наблюдаващият има илюзията, че вижда непрекъснато движение. Създаването на подобен тип филми е доста трудоемко и продължително, но развитието на компютърната анимация ускорява процеса.

## Етимология
От латинското animātiō, „оживявам“; от animō („оживявам“ или „давам живот“) + -ātiō („действие“).

## История
Френският изобретател Емил Рейно е един от първите, които създават т.нар. „светещи пантомими“ през 1877 г., още преди появата на кинематографа. Той патентова своя „Оптичен театър“, в който използва перфорирана лента с желатинови пластинки за прожекция на хумористични и наивни рисувани сценки, синхронизирани с музика и звукови ефекти, композирани от него самия.
Жорж Мелиес е френски кинотворец, който става известен с развитието на много технически и разказвателни елементи на филмовото изкуство в ранния етап на киното. Открива многократната експозиция, stop-motion, ускорената и забавената киноснимка и покадровото оцветяване на филма. Заради уменията си да трансформира реалността във филмите си понякога го наричат киномагьосник (на английски: Cinemamagician).
Друг французин – Емил Кол прави първите реални стъпки на анимационните филми във Франция.
През 1908 той създава филма „Fantasmagorie“. Героят е човече от пръчици, което се среща с различни обекти, които се превръщат в други – например бутилка вино става цвете. На две места на сцената излизат и ръцете на аниматора. Изработването на филма е чрез рисуване на всеки кадър върху хартия и след това заснемане на кадъра на негативен филм, което прави изгледа тъмен. Това е първият филм, направен с техниката на традиционната анимация.
Пионерът на американския анимационен филм е Джеймс Стюарт Блактън. Той първи използва техниката stop-motion и рисуване на ръка. Ученик на Томас Едисън, той създава тези концепции в началото на 20 век, като първата му работа е от 1900. Блактън се счита за първия аниматор, а филмът му Humorous Phases of Funny Faces се сочи за първия анимационен филм. Голям принос за развитието на американската анимация има Уинзър Маккей. Той е успешен автор на комикси за вестниците и пренася вниманието си към детайла и към филмите. Налага се цели екипи да рисуват многото подробности в кадрите на филмите му. Сред тях са Малкият Немо, Динозавърчето Гърти и Потъването на Лузитания.
Сред европейските автори на анимация в първите години на 20 век са Ханс Рихтер, Валтер Рутман, Викинг Егелинг, Оскар Фишингер, Бела Бартош. Лоте Райнигер се счита за откривателка на силуетния филм, а Владислав Старевич е пионер на кукления филм. Към 1910 г. производството на късометражни анимационни филми вече е отделна индустрия и те започват да се показват в киносалоните.
Американският рисуван филм през 30-те и 40-те години на 20 век се свързва с феномена Мики Маус на Уолт Дисни пожънал небивал търговски успех и доказал силата на мърчандайзинга в американската филмова индустрия. Подобни герои, отговарящи на масовия вкус, са Осуалд щастливият заек, Попай Моряка, Коко клоунът, Супермен и др. Други известни анимационни студии през този период са Флайшър и UPA (United Productions of America – Юнайтед Продакшънс оф Америка).

## Техники

### Традиционна анимация
Традиционната технология се основава на мултипликацията на рисувани картинки, като се заснемат покадрово двуизмерни рисунки, всяка от които леко се отличава от другата. Първоначално всеки кадър се е рисувал отделно и изцяло, като това отнемало много време и било много трудоемко. След това е измислена послойната техника на рисуване на предмети и фон върху прозрачни филми, наслагвани един върху друг. На единия слой се разполагал задният фон, на следващия – неподвижните части на персонажите, на третия – подвижните части и т.н. Това значително намалява разхода на труд, тъй като не се налага всеки кадър да се започва от нулата. Първи прилага тази техника Уолт Дисни.
Предимството на рисуваната мултипликация е в нейната техническа простота (в граничния случай е достатъчно само показването на картинките, без кинооборудване. Именно такива са картините на Емил Рейно). Освен това тя се поддава на разделение на труда и създаване на конвейер, като най-типична в това отношение е компанията на Дисни. Все пак продуцирането на пълноценен анимационен филм с 24 кадъра в секунда си остава дълъг и трудоемък процес и затова в периода след Втората световна война се развива така наречената редуцирана мултипликация с използване на статични кадри и намален брой кадри в секунда.
В днешно време мнозинството ръчно рисувани филми се произвеждат в Япония. С навлизането на компютрите рисунките на аниматорите и фона или се сканират или директно се въвеждат в компютърни системи. Различни софтуерни програми служат за оцветяване и имитират движението на камерата и други ефекти. Крайният резултат от компютърната обработка се извежда на различни носители, включително традиционния 35 mm филм и по-нови медии като цифрово видео.

### Stop-motion
Stop-motion е вид анимация, създадена чрез физическо манипулиране на реални обекти и фотографирането им кадър по кадър, за да се създаде илюзия за движение. Съществуват много видове, които обикновено носят името на обекта, използван за анимацията: кукли, пластилин, изрязани фигурки от плат или хартия, силуети и др. И този вид анимация се улеснява значително след навлизането на компютрите.

### Компютърна анимация
Фигурите на двуизмерната (2D) анимация се създават на компютър с 2D растерна графика или 2D векторна графика. Това включва компютризирани варианти на традиционни анимационни техники като морфинг (на английски: morphing – плавно преминаване от един образ в друг), onion skinning (наслагване на няколко кадъра) и ротоскопиране (на английски: rotoscoping).
Триизмерната (3D) анимация се създава изцяло от аниматора. За целта обектът се представя като скелет и мрежовидна повърхност, поддаваща се на математическо описание, която се контролира от скелета – процесът се нарича rigging. Могат да се включат и редица други математически функции като гравитация, симулирана кожа или коса, въздействие на огън, вода и др. – всичко това се подчинява на 3D динамика. Добре направена 3D анимация е трудно да се различи от действителността и често се използва за визуални ефекти и в игралните филми. Играта на играчките (1995, САЩ) е първият дългометражен анимационен филм създаден изцяло със средствата на 3D анимация.
- Фотореалистичната анимация се стреми максимално да наподоби реалната действителност. Като се използва сложно рендериране се наподобяват детайлите по кожата, растенията, пресъздават се вода, огън, облаци. Примери за такива анимационни филми са В небето (2009, САЩ), Кунг-фу панда (2008, САЩ), Ледена епоха (2002, САЩ).

- Улавяне на движение (на английски: Motion capture) е техника за запис на данните на движещите се обекти и пренасяне върху техни имитации в компютър. Артистите са облечени в специални костюми с датчици и когато извършват движения, те се записват с камери и се анализират със специализиран софтуер. Получените данни за движения на ставите и крайниците на артиста се прилагат към триизмерни скелети на персонажите, с което се постига голямо ниво на достоверност на движенията им. Същият метод се използва за пресъздаване на мимиката на живия артист от неговия триизмерен аналог в компютъра. Примери за тази техника са „Полярен експрес“ (2004, САЩ) и Беоулф (2007, САЩ) на Робърт Земекис и Коледна песен (2009, САЩ).

Графичните файлови формати GIF, MNG, SVG и Flash (SWF) позволяват гледането на анимация от записан файл или през браузър в интернет.